# Liste des planètes mineures (784001-785000)
Voici la liste des planètes mineures numérotées de 784001 à 785000. Les planètes mineures sont numérotées lorsque leur orbite est confirmée, ce qui peut parfois se produire longtemps après leur découverte. Elles sont classées ici par leur numéro.

## Planètes mineures 784001 à 785000
- (784001) 2014 WX373
- (784002) 2014 WH375
- (784003) 2014 WN377
- (784004) 2014 WV377
- (784005) 2014 WZ379
- (784006) 2014 WO382
- (784007) 2014 WL385
- (784008) 2014 WE387
- (784009) 2014 WQ391
- (784010) 2014 WD394
- (784011) 2014 WA398
- (784012) 2014 WH402
- (784013) 2014 WA403
- (784014) 2014 WH406
- (784015) 2014 WZ409
- (784016) 2014 WH411
- (784017) 2014 WD412
- (784018) 2014 WE412
- (784019) 2014 WO413
- (784020) 2014 WU415
- (784021) 2014 WX422
- (784022) 2014 WX432
- (784023) 2014 WH433
- (784024) 2014 WY439
- (784025) 2014 WA443
- (784026) 2014 WC447
- (784027) 2014 WC448
- (784028) 2014 WF448
- (784029) 2014 WM448
- (784030) 2014 WG451
- (784031) 2014 WM451
- (784032) 2014 WZ456
- (784033) 2014 WS461
- (784034) 2014 WE462
- (784035) 2014 WT464
- (784036) 2014 WW480
- (784037) 2014 WE483
- (784038) 2014 WN483
- (784039) 2014 WY485
- (784040) 2014 WO492
- (784041) 2014 WZ493
- (784042) 2014 WT495
- (784043) 2014 WK502
- (784044) 2014 WE505
- (784045) 2014 WB515
- (784046) 2014 WN515
- (784047) 2014 WV515
- (784048) 2014 WM516
- (784049) 2014 WW518
- (784050) 2014 WV520
- (784051) 2014 WZ520
- (784052) 2014 WP522
- (784053) 2014 WD523
- (784054) 2014 WF526
- (784055) 2014 WK528
- (784056) 2014 WS528
- (784057) 2014 WD531
- (784058) 2014 WU531
- (784059) 2014 WK536
- (784060) 2014 WW536
- (784061) 2014 WZ538
- (784062) 2014 WV541
- (784063) 2014 WJ544
- (784064) 2014 WW546
- (784065) 2014 WG548
- (784066) 2014 WX552
- (784067) 2014 WT559
- (784068) 2014 WR561
- (784069) 2014 WJ562
- (784070) 2014 WD563
- (784071) 2014 WS564
- (784072) 2014 WG567
- (784073) 2014 WE568
- (784074) 2014 WE569
- (784075) 2014 WF569
- (784076) 2014 WH569
- (784077) 2014 WJ570
- (784078) 2014 WB573
- (784079) 2014 WW575
- (784080) 2014 WP578
- (784081) 2014 WZ581
- (784082) 2014 WH584
- (784083) 2014 WV587
- (784084) 2014 WW588
- (784085) 2014 WZ588
- (784086) 2014 WJ589
- (784087) 2014 WL589
- (784088) 2014 WU589
- (784089) 2014 WL590
- (784090) 2014 WS590
- (784091) 2014 WY590
- (784092) 2014 WJ591
- (784093) 2014 WE592
- (784094) 2014 WL592
- (784095) 2014 WN592
- (784096) 2014 WX592
- (784097) 2014 WA593
- (784098) 2014 WG593
- (784099) 2014 WC596
- (784100) 2014 WJ596
- (784101) 2014 WS596
- (784102) 2014 WF597
- (784103) 2014 WW600
- (784104) 2014 WG601
- (784105) 2014 WE603
- (784106) 2014 WJ603
- (784107) 2014 WP603
- (784108) 2014 WR609
- (784109) 2014 WC613
- (784110) 2014 WG616
- (784111) 2014 XQ1
- (784112) 2014 XN11
- (784113) 2014 XA12
- (784114) 2014 XF14
- (784115) 2014 XQ14
- (784116) 2014 XS14
- (784117) 2014 XZ16
- (784118) 2014 XA18
- (784119) 2014 XB22
- (784120) 2014 XH25
- (784121) 2014 XS29
- (784122) 2014 XM32
- (784123) 2014 XY32
- (784124) 2014 XR33
- (784125) 2014 XH34
- (784126) 2014 XT34
- (784127) 2014 XJ38
- (784128) 2014 XE43
- (784129) 2014 XQ43
- (784130) 2014 XD49
- (784131) 2014 XN49
- (784132) 2014 XA50
- (784133) 2014 XZ50
- (784134) 2014 XO51
- (784135) 2014 XN52
- (784136) 2014 XF56
- (784137) 2014 XW57
- (784138) 2014 XB58
- (784139) 2014 XD58
- (784140) 2014 YH23
- (784141) 2014 YT27
- (784142) 2014 YZ29
- (784143) 2014 YZ50
- (784144) 2014 YV52
- (784145) 2014 YQ55
- (784146) 2014 YA57
- (784147) 2014 YZ57
- (784148) 2014 YK59
- (784149) 2014 YR61
- (784150) 2014 YO63
- (784151) 2014 YP64
- (784152) 2014 YB71
- (784153) 2014 YD71
- (784154) 2014 YA74
- (784155) 2014 YE76
- (784156) 2014 YL76
- (784157) 2014 YQ76
- (784158) 2014 YF77
- (784159) 2014 YG77
- (784160) 2014 YO77
- (784161) 2014 YB78
- (784162) 2014 YE78
- (784163) 2014 YF79
- (784164) 2014 YQ80
- (784165) 2014 YY80
- (784166) 2014 YE82
- (784167) 2014 YG82
- (784168) 2014 YB83
- (784169) 2014 YM83
- (784170) 2014 YD87
- (784171) 2014 YQ87
- (784172) 2014 YJ88
- (784173) 2014 YS88
- (784174) 2014 YO93
- (784175) 2014 YT93
- (784176) 2014 YL96
- (784177) 2014 YV98
- (784178) 2014 YG99
- (784179) 2014 YG100
- (784180) 2014 YM100
- (784181) 2014 YO103
- (784182) 2014 YR103
- (784183) 2015 AU
- (784184) 2015 AW8
- (784185) 2015 AQ9
- (784186) 2015 AO13
- (784187) 2015 AE17
- (784188) 2015 AY19
- (784189) 2015 AP20
- (784190) 2015 AL21
- (784191) 2015 AP24
- (784192) 2015 AY33
- (784193) 2015 AF36
- (784194) 2015 AU36
- (784195) 2015 AN37
- (784196) 2015 AA38
- (784197) 2015 AE41
- (784198) 2015 AF43
- (784199) 2015 AQ45
- (784200) 2015 AB51
- (784201) 2015 AR55
- (784202) 2015 AE58
- (784203) 2015 AG59
- (784204) 2015 AM62
- (784205) 2015 AP62
- (784206) 2015 AS62
- (784207) 2015 AT62
- (784208) 2015 AT65
- (784209) 2015 AV66
- (784210) 2015 AG68
- (784211) 2015 AO71
- (784212) 2015 AG74
- (784213) 2015 AN76
- (784214) 2015 AJ79
- (784215) 2015 AJ80
- (784216) 2015 AU80
- (784217) 2015 AP81
- (784218) 2015 AT81
- (784219) 2015 AR82
- (784220) 2015 AZ83
- (784221) 2015 AT84
- (784222) 2015 AA85
- (784223) 2015 AC92
- (784224) 2015 AD95
- (784225) 2015 AG98
- (784226) 2015 AY99
- (784227) 2015 AN105
- (784228) 2015 AG109
- (784229) 2015 AO109
- (784230) 2015 AQ109
- (784231) 2015 AN113
- (784232) 2015 AO114
- (784233) 2015 AD117
- (784234) 2015 AX118
- (784235) 2015 AG120
- (784236) 2015 AJ125
- (784237) 2015 AS125
- (784238) 2015 AX125
- (784239) 2015 AV127
- (784240) 2015 AQ129
- (784241) 2015 AS129
- (784242) 2015 AE131
- (784243) 2015 AF132
- (784244) 2015 AH132
- (784245) 2015 AL133
- (784246) 2015 AQ137
- (784247) 2015 AW139
- (784248) 2015 AB143
- (784249) 2015 AE143
- (784250) 2015 AJ143
- (784251) 2015 AL143
- (784252) 2015 AR144
- (784253) 2015 AZ148
- (784254) 2015 AJ152
- (784255) 2015 AE153
- (784256) 2015 AW153
- (784257) 2015 AY155
- (784258) 2015 AD161
- (784259) 2015 AR163
- (784260) 2015 AS173
- (784261) 2015 AW173
- (784262) 2015 AF174
- (784263) 2015 AA181
- (784264) 2015 AN181
- (784265) 2015 AB187
- (784266) 2015 AG196
- (784267) 2015 AZ198
- (784268) 2015 AH200
- (784269) 2015 AQ211
- (784270) 2015 AG215
- (784271) 2015 AX216
- (784272) 2015 AS217
- (784273) 2015 AB219
- (784274) 2015 AX222
- (784275) 2015 AZ223
- (784276) 2015 AJ224
- (784277) 2015 AK224
- (784278) 2015 AO224
- (784279) 2015 AM227
- (784280) 2015 AE228
- (784281) 2015 AN230
- (784282) 2015 AG236
- (784283) 2015 AP236
- (784284) 2015 AB238
- (784285) 2015 AC238
- (784286) 2015 AE240
- (784287) 2015 AJ247
- (784288) 2015 AT252
- (784289) 2015 AH253
- (784290) 2015 AL254
- (784291) 2015 AJ257
- (784292) 2015 AK258
- (784293) 2015 AH261
- (784294) 2015 AJ267
- (784295) 2015 AL269
- (784296) 2015 AF271
- (784297) 2015 AX272
- (784298) 2015 AZ272
- (784299) 2015 AL280
- (784300) 2015 AE289
- (784301) 2015 AM289
- (784302) 2015 AH298
- (784303) 2015 AR298
- (784304) 2015 AZ298
- (784305) 2015 AA299
- (784306) 2015 AB299
- (784307) 2015 AG300
- (784308) 2015 AK301
- (784309) 2015 AL301
- (784310) 2015 AZ304
- (784311) 2015 AF306
- (784312) 2015 AH306
- (784313) 2015 BD9
- (784314) 2015 BL9
- (784315) 2015 BL10
- (784316) 2015 BV11
- (784317) 2015 BN16
- (784318) 2015 BQ16
- (784319) 2015 BC19
- (784320) 2015 BV19
- (784321) 2015 BK20
- (784322) 2015 BR29
- (784323) 2015 BP30
- (784324) 2015 BT33
- (784325) 2015 BW38
- (784326) 2015 BG39
- (784327) 2015 BG41
- (784328) 2015 BO43
- (784329) 2015 BZ45
- (784330) 2015 BN49
- (784331) 2015 BQ54
- (784332) 2015 BB58
- (784333) 2015 BN68
- (784334) 2015 BD73
- (784335) 2015 BW77
- (784336) 2015 BS84
- (784337) 2015 BE85
- (784338) 2015 BB95
- (784339) 2015 BQ98
- (784340) 2015 BZ110
- (784341) 2015 BC113
- (784342) 2015 BD113
- (784343) 2015 BQ114
- (784344) 2015 BP121
- (784345) 2015 BB122
- (784346) 2015 BL122
- (784347) 2015 BP123
- (784348) 2015 BS123
- (784349) 2015 BN124
- (784350) 2015 BX127
- (784351) 2015 BD129
- (784352) 2015 BB131
- (784353) 2015 BU133
- (784354) 2015 BY133
- (784355) 2015 BD135
- (784356) 2015 BL139
- (784357) 2015 BP141
- (784358) 2015 BW141
- (784359) 2015 BX151
- (784360) 2015 BU153
- (784361) 2015 BY153
- (784362) 2015 BK155
- (784363) 2015 BR155
- (784364) 2015 BW155
- (784365) 2015 BE159
- (784366) 2015 BC160
- (784367) 2015 BX160
- (784368) 2015 BZ160
- (784369) 2015 BQ161
- (784370) 2015 BV163
- (784371) 2015 BX165
- (784372) 2015 BF166
- (784373) 2015 BM169
- (784374) 2015 BY173
- (784375) 2015 BK174
- (784376) 2015 BR174
- (784377) 2015 BJ176
- (784378) 2015 BU178
- (784379) 2015 BN179
- (784380) 2015 BY182
- (784381) 2015 BS183
- (784382) 2015 BH187
- (784383) 2015 BA189
- (784384) 2015 BO190
- (784385) 2015 BX191
- (784386) 2015 BA194
- (784387) 2015 BX194
- (784388) 2015 BN198
- (784389) 2015 BA216
- (784390) 2015 BF216
- (784391) 2015 BE218
- (784392) 2015 BD227
- (784393) 2015 BT227
- (784394) 2015 BA231
- (784395) 2015 BV231
- (784396) 2015 BA232
- (784397) 2015 BR237
- (784398) 2015 BZ239
- (784399) 2015 BA241
- (784400) 2015 BJ241
- (784401) 2015 BS246
- (784402) 2015 BV247
- (784403) 2015 BZ251
- (784404) 2015 BK257
- (784405) 2015 BF258
- (784406) 2015 BA260
- (784407) 2015 BB267
- (784408) 2015 BH273
- (784409) 2015 BJ275
- (784410) 2015 BT275
- (784411) 2015 BG277
- (784412) 2015 BS282
- (784413) 2015 BU282
- (784414) 2015 BC284
- (784415) 2015 BM284
- (784416) 2015 BB285
- (784417) 2015 BE287
- (784418) 2015 BZ287
- (784419) 2015 BP288
- (784420) 2015 BW288
- (784421) 2015 BX288
- (784422) 2015 BQ293
- (784423) 2015 BW294
- (784424) 2015 BY302
- (784425) 2015 BX307
- (784426) 2015 BE309
- (784427) 2015 BG318
- (784428) 2015 BU318
- (784429) 2015 BH320
- (784430) 2015 BY320
- (784431) 2015 BH322
- (784432) 2015 BS323
- (784433) 2015 BL329
- (784434) 2015 BP335
- (784435) 2015 BQ336
- (784436) 2015 BE338
- (784437) 2015 BQ341
- (784438) 2015 BN343
- (784439) 2015 BO343
- (784440) 2015 BG347
- (784441) 2015 BH350
- (784442) 2015 BJ351
- (784443) 2015 BS359
- (784444) 2015 BM364
- (784445) 2015 BT366
- (784446) 2015 BN369
- (784447) 2015 BZ373
- (784448) 2015 BF374
- (784449) 2015 BR379
- (784450) 2015 BJ382
- (784451) 2015 BF384
- (784452) 2015 BX386
- (784453) 2015 BQ392
- (784454) 2015 BS392
- (784455) 2015 BV395
- (784456) 2015 BZ399
- (784457) 2015 BU400
- (784458) 2015 BQ401
- (784459) 2015 BS402
- (784460) 2015 BR410
- (784461) 2015 BR412
- (784462) 2015 BC413
- (784463) 2015 BF414
- (784464) 2015 BL416
- (784465) 2015 BU424
- (784466) 2015 BX424
- (784467) 2015 BG428
- (784468) 2015 BJ430
- (784469) 2015 BD431
- (784470) 2015 BO441
- (784471) 2015 BY442
- (784472) 2015 BB443
- (784473) 2015 BD443
- (784474) 2015 BW444
- (784475) 2015 BR446
- (784476) 2015 BY447
- (784477) 2015 BP450
- (784478) 2015 BX451
- (784479) 2015 BG453
- (784480) 2015 BN454
- (784481) 2015 BE461
- (784482) 2015 BF461
- (784483) 2015 BW461
- (784484) 2015 BN462
- (784485) 2015 BF470
- (784486) 2015 BG471
- (784487) 2015 BU471
- (784488) 2015 BE474
- (784489) 2015 BN475
- (784490) 2015 BE479
- (784491) 2015 BL480
- (784492) 2015 BG482
- (784493) 2015 BY483
- (784494) 2015 BD488
- (784495) 2015 BP489
- (784496) 2015 BA490
- (784497) 2015 BS490
- (784498) 2015 BW493
- (784499) 2015 BP495
- (784500) 2015 BX499
- (784501) 2015 BN504
- (784502) 2015 BA505
- (784503) 2015 BW506
- (784504) 2015 BJ508
- (784505) 2015 BK508
- (784506) 2015 BQ516
- (784507) 2015 BV531
- (784508) 2015 BJ532
- (784509) 2015 BM532
- (784510) 2015 BL533
- (784511) 2015 BM534
- (784512) 2015 BS534
- (784513) 2015 BQ536
- (784514) 2015 BO539
- (784515) 2015 BP540
- (784516) 2015 BP541
- (784517) 2015 BS543
- (784518) 2015 BC552
- (784519) 2015 BT555
- (784520) 2015 BT556
- (784521) 2015 BV557
- (784522) 2015 BT570
- (784523) 2015 BV570
- (784524) 2015 BC578
- (784525) 2015 BN578
- (784526) 2015 BB585
- (784527) 2015 BB590
- (784528) 2015 BF590
- (784529) 2015 BB591
- (784530) 2015 BP592
- (784531) 2015 BP593
- (784532) 2015 BR594
- (784533) 2015 BK595
- (784534) 2015 BQ595
- (784535) 2015 BD596
- (784536) 2015 BA597
- (784537) 2015 BM597
- (784538) 2015 BB599
- (784539) 2015 BL600
- (784540) 2015 BV600
- (784541) 2015 BY600
- (784542) 2015 BD601
- (784543) 2015 BE601
- (784544) 2015 BH601
- (784545) 2015 BL601
- (784546) 2015 BA602
- (784547) 2015 BS602
- (784548) 2015 BM603
- (784549) 2015 BM607
- (784550) 2015 BC608
- (784551) 2015 BM609
- (784552) 2015 BP612
- (784553) 2015 BB613
- (784554) 2015 BC613
- (784555) 2015 BJ613
- (784556) 2015 BO613
- (784557) 2015 BU613
- (784558) 2015 BZ615
- (784559) 2015 BD616
- (784560) 2015 BW617
- (784561) 2015 BG618
- (784562) 2015 BN618
- (784563) 2015 BO618
- (784564) 2015 CA2
- (784565) 2015 CL7
- (784566) 2015 CZ14
- (784567) 2015 CB25
- (784568) 2015 CE26
- (784569) 2015 CT28
- (784570) 2015 CL31
- (784571) 2015 CO35
- (784572) 2015 CD56
- (784573) 2015 CF64
- (784574) 2015 CX64
- (784575) 2015 CC69
- (784576) 2015 CF69
- (784577) 2015 CT69
- (784578) 2015 CU73
- (784579) 2015 CK74
- (784580) 2015 CS75
- (784581) 2015 CX76
- (784582) 2015 CY76
- (784583) 2015 CB81
- (784584) 2015 CC81
- (784585) 2015 CK83
- (784586) 2015 DF3
- (784587) 2015 DL3
- (784588) 2015 DL13
- (784589) 2015 DQ15
- (784590) 2015 DF17
- (784591) 2015 DZ20
- (784592) 2015 DA24
- (784593) 2015 DR24
- (784594) 2015 DS26
- (784595) 2015 DA30
- (784596) 2015 DV33
- (784597) 2015 DC55
- (784598) 2015 DE55
- (784599) 2015 DE57
- (784600) 2015 DZ57
- (784601) 2015 DN60
- (784602) 2015 DX60
- (784603) 2015 DO67
- (784604) 2015 DU72
- (784605) 2015 DT73
- (784606) 2015 DM74
- (784607) 2015 DY79
- (784608) 2015 DS80
- (784609) 2015 DG82
- (784610) 2015 DH84
- (784611) 2015 DS85
- (784612) 2015 DT87
- (784613) 2015 DV87
- (784614) 2015 DV88
- (784615) 2015 DK91
- (784616) 2015 DH93
- (784617) 2015 DL93
- (784618) 2015 DZ94
- (784619) 2015 DL96
- (784620) 2015 DC101
- (784621) 2015 DH101
- (784622) 2015 DF106
- (784623) 2015 DA128
- (784624) 2015 DW139
- (784625) 2015 DX140
- (784626) 2015 DS144
- (784627) 2015 DX144
- (784628) 2015 DY149
- (784629) 2015 DA151
- (784630) 2015 DR151
- (784631) 2015 DH159
- (784632) 2015 DQ165
- (784633) 2015 DV165
- (784634) 2015 DP168
- (784635) 2015 DY184
- (784636) 2015 DP185
- (784637) 2015 DT187
- (784638) 2015 DO193
- (784639) 2015 DG196
- (784640) 2015 DL197
- (784641) 2015 DW201
- (784642) 2015 DX202
- (784643) 2015 DL206
- (784644) 2015 DE212
- (784645) 2015 DG217
- (784646) 2015 DY224
- (784647) 2015 DT226
- (784648) 2015 DM233
- (784649) 2015 DW233
- (784650) 2015 DK235
- (784651) 2015 DM235
- (784652) 2015 DP235
- (784653) 2015 DJ236
- (784654) 2015 DL237
- (784655) 2015 DK238
- (784656) 2015 DQ238
- (784657) 2015 DT238
- (784658) 2015 DX238
- (784659) 2015 DA239
- (784660) 2015 DA240
- (784661) 2015 DG241
- (784662) 2015 DR242
- (784663) 2015 DP243
- (784664) 2015 DB244
- (784665) 2015 DS244
- (784666) 2015 DM247
- (784667) 2015 DA248
- (784668) 2015 DX251
- (784669) 2015 DT254
- (784670) 2015 DU261
- (784671) 2015 DF265
- (784672) 2015 DH265
- (784673) 2015 DQ265
- (784674) 2015 DT265
- (784675) 2015 DF266
- (784676) 2015 DJ266
- (784677) 2015 DN266
- (784678) 2015 DX266
- (784679) 2015 DB267
- (784680) 2015 DF267
- (784681) 2015 DG267
- (784682) 2015 DO268
- (784683) 2015 DT268
- (784684) 2015 DA269
- (784685) 2015 DD272
- (784686) 2015 DN273
- (784687) 2015 DQ273
- (784688) 2015 DG274
- (784689) 2015 DH275
- (784690) 2015 DL276
- (784691) 2015 DC277
- (784692) 2015 DU278
- (784693) 2015 DH279
- (784694) 2015 DU279
- (784695) 2015 DC280
- (784696) 2015 DY280
- (784697) 2015 DM282
- (784698) 2015 DE284
- (784699) 2015 DV284
- (784700) 2015 DH285
- (784701) 2015 DS285
- (784702) 2015 DH287
- (784703) 2015 DU287
- (784704) 2015 DW287
- (784705) 2015 DD289
- (784706) 2015 DE290
- (784707) 2015 DH290
- (784708) 2015 DA291
- (784709) 2015 DR291
- (784710) 2015 DL292
- (784711) 2015 DA293
- (784712) 2015 DN294
- (784713) 2015 DZ295
- (784714) 2015 DL298
- (784715) 2015 DK302
- (784716) 2015 DH303
- (784717) 2015 DC306
- (784718) 2015 DT306
- (784719) 2015 DX306
- (784720) 2015 DR310
- (784721) 2015 DP311
- (784722) 2015 DN313
- (784723) 2015 DC317
- (784724) 2015 DG317
- (784725) 2015 DK317
- (784726) 2015 DC363
- (784727) 2015 DK364
- (784728) 2015 EB4
- (784729) 2015 ET8
- (784730) 2015 EW10
- (784731) 2015 EP11
- (784732) 2015 EK12
- (784733) 2015 ER18
- (784734) 2015 EX25
- (784735) 2015 EJ26
- (784736) 2015 EZ30
- (784737) 2015 EZ33
- (784738) 2015 EV34
- (784739) 2015 ED37
- (784740) 2015 EX40
- (784741) 2015 EX47
- (784742) 2015 ER48
- (784743) 2015 EX49
- (784744) 2015 EG51
- (784745) 2015 ER53
- (784746) 2015 ET53
- (784747) 2015 EE56
- (784748) 2015 ED67
- (784749) 2015 ED73
- (784750) 2015 EC75
- (784751) 2015 EM77
- (784752) 2015 EU77
- (784753) 2015 EF80
- (784754) 2015 FB6
- (784755) 2015 FZ8
- (784756) 2015 FX9
- (784757) 2015 FR10
- (784758) 2015 FT10
- (784759) 2015 FY10
- (784760) 2015 FO12
- (784761) 2015 FF13
- (784762) 2015 FV13
- (784763) 2015 FY14
- (784764) 2015 FK15
- (784765) 2015 FB19
- (784766) 2015 FE19
- (784767) 2015 FN22
- (784768) 2015 FW22
- (784769) 2015 FP23
- (784770) 2015 FV26
- (784771) 2015 FC28
- (784772) 2015 FW28
- (784773) 2015 FU37
- (784774) 2015 FM42
- (784775) 2015 FX42
- (784776) 2015 FF43
- (784777) 2015 FQ43
- (784778) 2015 FW50
- (784779) 2015 FM55
- (784780) 2015 FC57
- (784781) 2015 FY59
- (784782) 2015 FJ60
- (784783) 2015 FO60
- (784784) 2015 FL61
- (784785) 2015 FX62
- (784786) 2015 FW66
- (784787) 2015 FJ67
- (784788) 2015 FB68
- (784789) 2015 FJ70
- (784790) 2015 FP70
- (784791) 2015 FZ70
- (784792) 2015 FQ75
- (784793) 2015 FK80
- (784794) 2015 FA81
- (784795) 2015 FK89
- (784796) 2015 FL92
- (784797) 2015 FN93
- (784798) 2015 FC95
- (784799) 2015 FE95
- (784800) 2015 FD96
- (784801) 2015 FA98
- (784802) 2015 FO99
- (784803) 2015 FF100
- (784804) 2015 FM100
- (784805) 2015 FO100
- (784806) 2015 FD101
- (784807) 2015 FG102
- (784808) 2015 FS102
- (784809) 2015 FC104
- (784810) 2015 FA113
- (784811) 2015 FL113
- (784812) 2015 FA114
- (784813) 2015 FF115
- (784814) 2015 FC116
- (784815) 2015 FT118
- (784816) 2015 FU138
- (784817) 2015 FK139
- (784818) 2015 FA140
- (784819) 2015 FC145
- (784820) 2015 FF145
- (784821) 2015 FK146
- (784822) 2015 FW152
- (784823) 2015 FF154
- (784824) 2015 FV154
- (784825) 2015 FE156
- (784826) 2015 FM156
- (784827) 2015 FU156
- (784828) 2015 FS159
- (784829) 2015 FO160
- (784830) 2015 FE164
- (784831) 2015 FF177
- (784832) 2015 FR177
- (784833) 2015 FG179
- (784834) 2015 FF182
- (784835) 2015 FF183
- (784836) 2015 FS187
- (784837) 2015 FL199
- (784838) 2015 FG204
- (784839) 2015 FS204
- (784840) 2015 FE206
- (784841) 2015 FX206
- (784842) 2015 FS207
- (784843) 2015 FB208
- (784844) 2015 FX211
- (784845) 2015 FL213
- (784846) 2015 FA214
- (784847) 2015 FM220
- (784848) 2015 FQ224
- (784849) 2015 FM228
- (784850) 2015 FQ229
- (784851) 2015 FC237
- (784852) 2015 FY240
- (784853) 2015 FG248
- (784854) 2015 FY249
- (784855) 2015 FD251
- (784856) 2015 FW251
- (784857) 2015 FM253
- (784858) 2015 FS255
- (784859) 2015 FK257
- (784860) 2015 FM257
- (784861) 2015 FT258
- (784862) 2015 FG266
- (784863) 2015 FV266
- (784864) 2015 FN274
- (784865) 2015 FM277
- (784866) 2015 FW279
- (784867) 2015 FM282
- (784868) 2015 FV283
- (784869) 2015 FA289
- (784870) 2015 FY294
- (784871) 2015 FB301
- (784872) 2015 FZ312
- (784873) 2015 FE314
- (784874) 2015 FR318
- (784875) 2015 FF319
- (784876) 2015 FE321
- (784877) 2015 FQ324
- (784878) 2015 FX325
- (784879) 2015 FT328
- (784880) 2015 FE329
- (784881) 2015 FL348
- (784882) 2015 FA350
- (784883) 2015 FD354
- (784884) 2015 FF358
- (784885) 2015 FR361
- (784886) 2015 FA362
- (784887) 2015 FD365
- (784888) 2015 FE368
- (784889) 2015 FL368
- (784890) 2015 FU369
- (784891) 2015 FO371
- (784892) 2015 FZ375
- (784893) 2015 FJ376
- (784894) 2015 FQ376
- (784895) 2015 FU376
- (784896) 2015 FO378
- (784897) 2015 FS387
- (784898) 2015 FS388
- (784899) 2015 FU388
- (784900) 2015 FY391
- (784901) 2015 FE392
- (784902) 2015 FK392
- (784903) 2015 FZ394
- (784904) 2015 FC395
- (784905) 2015 FG402
- (784906) 2015 FZ402
- (784907) 2015 FA404
- (784908) 2015 FK406
- (784909) 2015 FY410
- (784910) 2015 FT417
- (784911) 2015 FJ425
- (784912) 2015 FA426
- (784913) 2015 FM426
- (784914) 2015 FR426
- (784915) 2015 FF427
- (784916) 2015 FZ427
- (784917) 2015 FA428
- (784918) 2015 FB428
- (784919) 2015 FL428
- (784920) 2015 FT428
- (784921) 2015 FW428
- (784922) 2015 FZ428
- (784923) 2015 FM429
- (784924) 2015 FO429
- (784925) 2015 FC430
- (784926) 2015 FU430
- (784927) 2015 FN431
- (784928) 2015 FX431
- (784929) 2015 FT433
- (784930) 2015 FW434
- (784931) 2015 FX434
- (784932) 2015 FD436
- (784933) 2015 FF436
- (784934) 2015 FN436
- (784935) 2015 FD437
- (784936) 2015 FQ438
- (784937) 2015 FA439
- (784938) 2015 FH439
- (784939) 2015 FO440
- (784940) 2015 FN441
- (784941) 2015 FQ442
- (784942) 2015 FX442
- (784943) 2015 FP443
- (784944) 2015 FX443
- (784945) 2015 FY443
- (784946) 2015 FL444
- (784947) 2015 FP444
- (784948) 2015 FW444
- (784949) 2015 FG445
- (784950) 2015 FW445
- (784951) 2015 FU446
- (784952) 2015 FB447
- (784953) 2015 FJ447
- (784954) 2015 FS447
- (784955) 2015 FW448
- (784956) 2015 FJ449
- (784957) 2015 FT450
- (784958) 2015 FV450
- (784959) 2015 FJ452
- (784960) 2015 FP452
- (784961) 2015 FB454
- (784962) 2015 FV457
- (784963) 2015 FC458
- (784964) 2015 FH459
- (784965) 2015 FK459
- (784966) 2015 FE460
- (784967) 2015 FH466
- (784968) 2015 FP466
- (784969) 2015 FX466
- (784970) 2015 FZ466
- (784971) 2015 FE467
- (784972) 2015 FH467
- (784973) 2015 FJ467
- (784974) 2015 FR467
- (784975) 2015 FU467
- (784976) 2015 FU468
- (784977) 2015 FO471
- (784978) 2015 FY471
- (784979) 2015 FA472
- (784980) 2015 FB472
- (784981) 2015 FR472
- (784982) 2015 FS472
- (784983) 2015 FW472
- (784984) 2015 FX472
- (784985) 2015 FB474
- (784986) 2015 FF474
- (784987) 2015 FF484
- (784988) 2015 GE6
- (784989) 2015 GJ9
- (784990) 2015 GR14
- (784991) 2015 GV19
- (784992) 2015 GP22
- (784993) 2015 GK29
- (784994) 2015 GP32
- (784995) 2015 GH41
- (784996) 2015 GF42
- (784997) 2015 GT43
- (784998) 2015 GZ47
- (784999) 2015 GF52
- (785000) 2015 GN60